# Levko Lukjanenko
Levko Lukjanenko (ukr. Левко Григорович Лук'яненко); (Ukrajina, Hripivka, 24. kolovoza 1927. - Ukrajina, Kijev, 7. srpnja 2018.); je ukrajinski i sovjetski političar, pravnik te društveni aktivist za zaštitu ukrajinskih radničkih i drugih prava, ukrajinske kulture i jezika. Jedan je od osnivača Ukrajinske helsinške grupe. Optužen je za antisovjetske i nacionalne devijacije u Sovjetskoj Ukrajini te je kao politički zatvorenik i disident značajan dio života proveo u sovjetskim zatvorima.

## Biografija
Levko je 1959. osnovao disidentski pokret s nazivom «Ukrajinski radnici i seljački savez». Branio je gospodarska, radnička i druga prava Sovjetske Ukrajine zajamčena Sovjetskim Ustavom iz 1936. godine. Godine 1961. pritvoren je na 15 godina zatvora. Po izlasku 1976. postaje suosnivač Ukrajinske helsinške grupe, a već godinu dana kasnije ponovno je pritvoren i osuđen na 10 godina zatvora te 5 godina progonstva.
Lukjanenko je osobođen za vrijeme Perestrojke, a 1990. izabran je u ukrajinski parlament Vrhovnu Radu. Jedan je od autora Deklaracije o državnom suverenitetu Ukrajine te Deklaracije o nezavisnosti Ukrajine službeno usvojene 1991. godine. Godine 2005. Lukjanenku je dodijeljena visoka počasna titula «Heroj Ukrajine». U 2006. obnašao je dužnost zastupnika u parlamentu, a 2007. napustio je aktivan politički život te se posvetio pisanju memoara.

## Vanjske poveznice
- Levko Lukyanenko, indomitable champion of the national cause (eng.)
- Levko Lukyanenko spent twenty-five years in Soviet camps and three years in exile. (eng.)  Arhivirana inačica izvorne stranice od 22. listopada 2010. (Wayback Machine)